# Аква (Майотта)
Аква (фр. Acoua) — деревня в районе Мцамборо заморского департамента Франции Майотта.
Деревня находится в юной части острова Майотта, на северо-восточном берегу залива Кени. Село пересекает автодорога CCD1. Ближайший населённый пункт — девревня Мцамборо (2,6 км).
По данным переписи 1997 года, население деревни составляло 4605 человек. В 2007 году оно выросло до 4622 человек.